# Eschenbach in der Oberpfalz
Eschenbach in der Oberpfalz je německé město ve spolkové zemi Bavorsko. Je součástí zemského okresu Neustadt an der Waldnaab ve vládním obvodu Horní Falc.
Žije zde přibližně 4 600 obyvatel.

## Geografie
Město hraničí na severu s trhovou obcí Speinshart, na severovýchodě a východě s obcí Trabitz, na jihu s městem Grafenwöhr, na západě s městysem Kirchenthumbach a na severozápadě s obcí Schlammersdorf (všechny místa jsou v zemském okrese Neustadt an der Waldnaab),velká část území na jihu od města je zabraná vojenským prostorem Grafenwöhr.
| Růžice kompasu | Schlammersdorf  | Speinshart                  | Trabitz    | Růžice kompasu |
| Růžice kompasu | Kirchenthumbach | Sever                       | Trabitz    | Růžice kompasu |
| Růžice kompasu | Kirchenthumbach | Eschenbach in der Oberpfalz | Trabitz    | Růžice kompasu |
| Růžice kompasu | Kirchenthumbach | Jih                         | Trabitz    | Růžice kompasu |
| Růžice kompasu | Grafenwöhr      | Grafenwöhr                  | Grafenwöhr | Růžice kompasu |

### Místní části
- Apfelbach
- Breitenlohe
- Eschenbachermühle
- Fledermühle
- Großkotzenreuth
- Hammermühle
- Hotzaberg
- Kleinkotzenreuth
- Runkenreuth
- Schmierhütte
- Stegenthumbach
- Thomasreuth
- Trag
- Weidlberg
- Witzlhof
- Netzaberg

## Dějiny obce

### Do 19. století
Z doby kolem roku 1150 pochází první zmínka o trhové vsi Eschenbachu. Vlastnictví Wittelsbachů bylo přerušeno mezi lety 1353 až 1400, kdy město patřilo do tzv. Nových Čech. V roce 1358 udělil císař Karel IV. Eschenbachu městská práva. V 15. století se Eschenbach stal součástí Horní Falce a později do majetkem bavorského kurfiřtství. Město bylo sídlem správního úřadu a patřilo k amberskému zastoupení bavorského kurfiřtství. Eschenbach měl právo obecního soudu.

### 20. a 21. století
Až do okresní reformy, která vstoupila v platnost 1. července 1972, bylo město sídlem okresu Eschenbach v Horní Falci. Velká část oblasti byla soušástí školního obvodu Grafenwöhr. Části bývalého okresu dnes patří do Středního Franska (Neuhaus an der Pegnitz), do okresu Bayreuth a do okresu Amberg-Sulzbach. Většina okresu byla začleněna do zemského okresu Neustadt an der Waldnaab. S okresní reformou ztratilo město okresní úřad a další spojená práva.
30. června 2012 byla po více než 100 letech činnosti Eschenbachova uzavřena místní nemocnice Kliniken Nordoberpfalz AG.

### Městský znak
Znak je rozdělený vodorovně uprostřed na poloviny, přečemž horní polovina je rozdělena v půli ještě svisle. V prvním poli je na černé korunovaný zlatý lev ve skoku, v pravém poli je stříbrno modré pole bavorských kosočtverců, v dolním poli pak stříbrná ryba na červeném podkladu."
Erb je znám již od 14. století.

### Partnerská města
Eschenbach, Švýcarsko (1989)

## Pamětihodnosti
- Gotická městský chrám svatého Vavřince
- Mariánský sloup a městská radnice
- Zbytky městského opevnění
- Kostel Panny Marie pomocné
- Hřbitovní kostel Mater Dolorosa